# Granaderos de Terrada

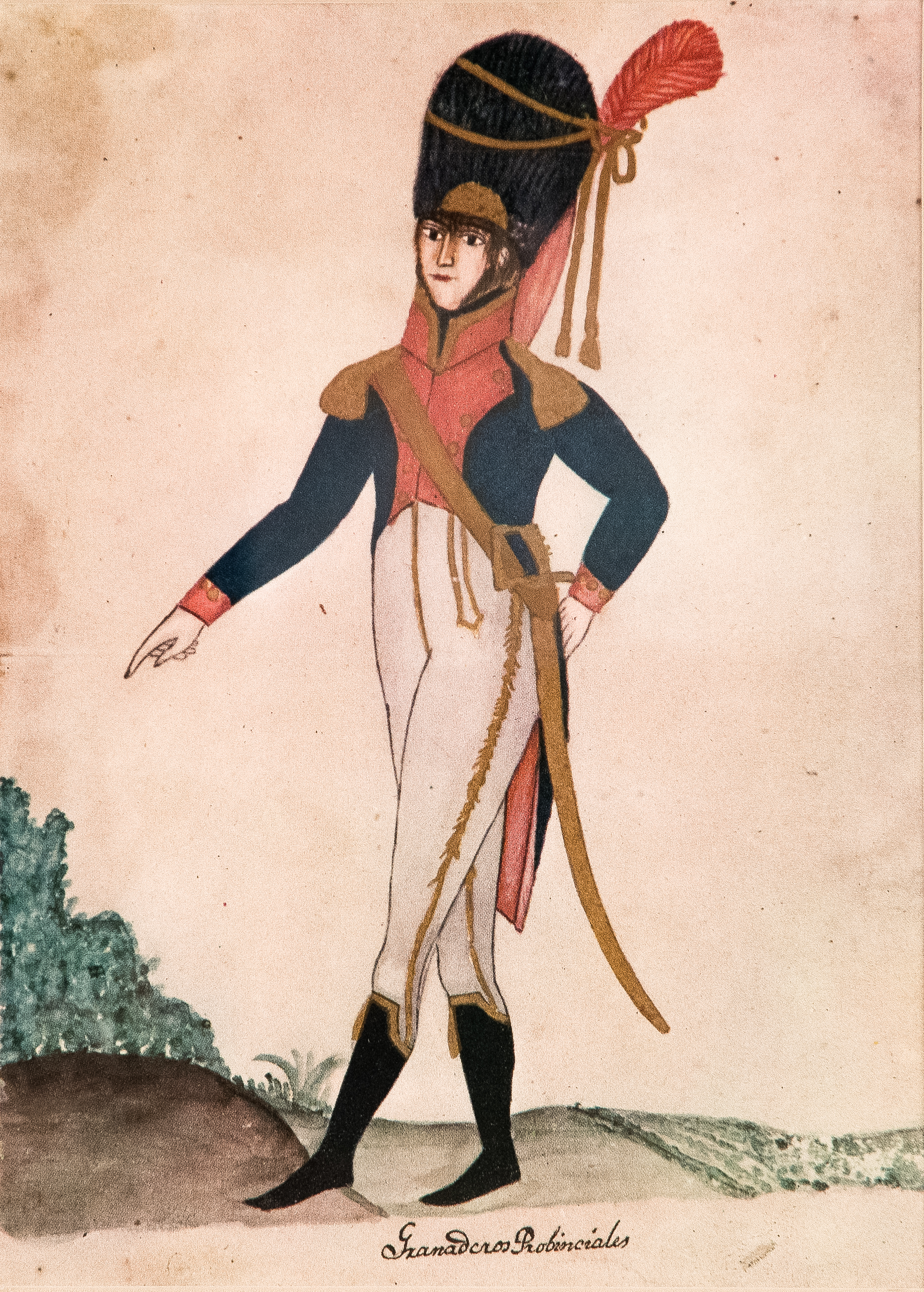
Soldado de Granaderos, en una imagen de época.

Granaderos de Terrada fue el nombre informal que recibió una unidad miliciana de infantería que participó en la defensa de Buenos Aires contra las Invasiones Inglesas al Virreinato del Río de la Plata en 1806 y 1807. Fue su comandante Juan Florencio Terrada. Remontada luego a batallón y por último a regimiento, participó en la Guerra de Independencia Argentina.

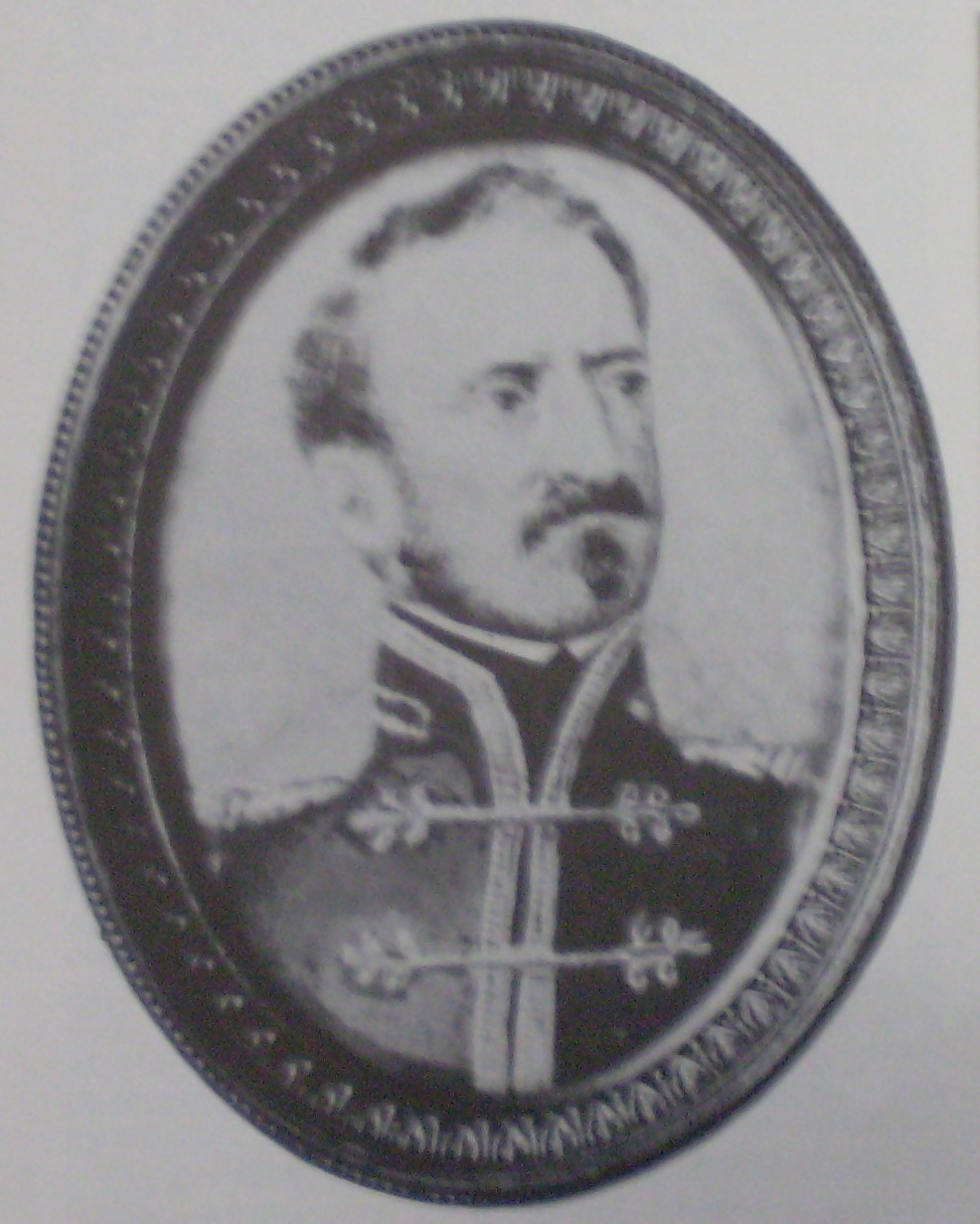
Juan Florencio Terrada.

## Compañía de Granaderos Voluntarios de Infantería de Buenos Aires
Las milicias del Virreinato del Río de la Plata fueron reorganizadas a partir del "Reglamento para las Milicias, disciplinas de Infantería y Caballería del Virreynato de Buenos Ayres, aprobado por S. M. y mandado observar inviolablemente", aprobado por Real Cédula del 14 de enero de 1801. El Regimiento de Infantería de Milicias de Buenos Aires fue reemplazado por el Batallón de Voluntarios de Infantería de Buenos Aires o Batallón Provincial de Infantería, compuesto por 8 compañías de fusileros y una de granaderos, con un total de 694 plazas. El 24 de marzo de 1802 el cuerpo fue constituido, siendo nombrado Miguel de Azcuénaga como comandante del Batallón. El 5 de marzo de 1803 el capitán Terrada fue nombrado comandante de la Compañía de Granaderos.
Durante la primera invasión inglesa, el Batallón de Voluntarios fue situado en la plaza principal de la ciudad el 21 de marzo, pero luego la Compañía de Granaderos del Batallón de Voluntarios de Infantería de Buenos Aires participó de la defensa de Buenos Aires integrando con 100 hombres la fuerza que al mando de Pedro de Arce intentó evitar el desembarco británico en Quilmes (Buenos Aires) el 25 de junio de 1806, situándose en la quinta de Marull el día 26 y participando en el Combate de Quilmes. Para esta acción los granaderos fueron provistos de caballos. El 27 la compañía se retiró hacia el Puente de Gálvez y luego Terrada siguió al virrey Rafael de Sobre Monte en su retirada a Córdoba, mientras que los granaderos fueron evacuados a la Banda Oriental.
El 5 de agosto de 1806 la Compañía de Granaderos formó parte de las fuerzas que al mando de Liniers cruzaron el Río de la Plata para reconquistar Buenos Aires. El 12 de agosto participaron en la toma de la ciudad, sufriendo 3 muertos y 2 heridos. 
En octubre de 1806 la Compañía de Granaderos Provinciales estaba al mando del capitán Juan Florencio Terrada, teniendo 107 plazas.

## Segunda Invasión Inglesa
Durante al Segunda Invasión Inglesa al Río de la Plata, la Compañía de Granaderos Provinciales participó en la defensa de Buenos Aires. Durante el ataque británico a Buenos Aires del 4 de julio de 1807, los granaderos de Terrada integraron la División de la Derecha (Bandera encarnada).

## Batallón de Granaderos del General Liniers de Buenos Aires
La Junta de Guerra del 16 de octubre de 1807 elevó la compañía a batallón y dispuso que pasara a denominarse Batallón de Granaderos del General Liniers de Buenos Aires, siendo la escolta del comandante de armas Liniers, con 4 compañías de 60 hombres cada una y una compañía de caballería ligera. El 22 de octubre Terrada fue nombrado teniente coronel comandante del batallón.

## Reconocimiento real
El 13 de enero de 1809 la Junta Suprema de Sevilla dispuso en nombre del rey premiar a los oficiales de los distintos cuerpos milicianos de Buenos Aires reconociendo los grados militares que se les había otorgado:

BATALLON DE MILICIAS DE BUENOS AIRES.

Grado de Teniente Coronel.—Al Capitan don Juan Florencio Terrada.

## Asonada de Álzaga
Durante la asonada del 1 de enero de 1809 comandada por Martín de Álzaga (asonada de Álzaga), el batallón estuvo entre las unidades que sostuvieron al virrey Liniers. 
El 11 de septiembre de 1809, el nuevo virrey Baltasar Hidalgo de Cisneros, mediante una providencia reorganizó los cuerpos urbanos de Buenos Aires manteniendo al Batallón de Granaderos:

Artículo 1º: Que los Cuerpos Urbanos que se hallan a sueldo, se reduzcan a cinco batallones, formándose dos de ellos con los tres que ahora tiene el Cuerpo de Patricios; otro del Cuerpo de Montañeses, otro del de Andaluces y otro del de Arribeños; cada batallón constará de nueve compañías, inclusa la de granaderos, con la fuerza efectiva que les estaba señalada, y sus Planas Mayores, un Comandante, un Sargento Mayor, dos Ayudantes íd., dos Abanderados, un Capellán, un Cirujano, un Tambor y dos Pífanos.

Artículo 2°: Un batallón de Granaderos, de seis compañías, con igual fuerza en ellas que las anteriores y la misma Plana Mayor.

Los demás cuerpos quedaron numerados, pero el virrey dispuso renombrar el batallón a Batallón de Granaderos de Fernando VII, compuesto por 23 oficiales y 242 soldados. Dada la popularidad de su jefe, comúnmente se lo denominaba Granaderos de Terrada.

## Regimiento de Granaderos de Fernando VII
El Batallón apoyó la destitución del virrey Cisneros, participando Terrada del cabildo abierto del 22 de mayo. Apoyó la constitución de la Primera Junta de Gobierno el 25 de mayo de 1810. El 29 de mayo de 1810 la Junta organizó por decreto las unidades militares, elevando a regimientos a los batallones existentes:

Los Batallones Militares existentes se elevarán a regimiento con la fuerza efectiva de 1.116 plazas, reservado la Junta proveer separadamente sobre el arreglo de la caballería y artillería volante.

El batallón pasó a denominarse Regimiento de Granaderos de Fernando VII, previéndose aumentar sus plazas a 1.116.
Una compañía del regimiento participó de la Expedición al Paraguay al mando de Manuel Belgrano. El 23 de septiembre de 1810 se reunió con otras fuerzas de la expedición en el campamento de San Nicolás de los Arroyos y luego avanzó por la Mesopotamia argentina integrando la 1° División, bandera roja, al mando del mayor José Machaín. El 19 de diciembre participó del Combate de Campichuelo y luego fue reforzada con soldados de la disuelta Compañía de Zapadores de la Banda Oriental. Formó parte de la vanguardia de la expedición, encontrándose en las batallas de Paraguarí (19 de enero de 1811) y Tacuarí (14 de febrero de 1811).
Al repasar el río Paraná, según el parte de fuerzas dado por Belgrano en Candelaria el 21 de marzo de 1811, la compañía participante de la expedición estaba integrada por un capitán, 2 tenientes y 46 soldados.

## Banda Oriental
El 9 de junio de 1810 Terrada fue ascendido a coronel. El 31 de octubre de 1810 el regimiento alcanzó la categoría de veterano. El 2 de febrero de 1811 un destacamento de granaderos participó del combate naval de San Nicolás embarcado en la goleta Invencible, al mando del coronel de marina Juan Bautista Azopardo. Terrada se incorporó al Sitio de Montevideo con dos compañías de granaderos el 1 de junio de 1811. 
Al regresar del Paraguay Belgrano y sus fuerzas se dirigieron a la Banda Oriental, participando la compañía de granaderos que lo acompañaba en la Primera Expedición Libertadora de la Banda Oriental en la Primera División al mando del capitán José de Melián. El 20 de noviembre de 1811 los granaderos de infantería se retiraron de la Banda Oriental a causa del armisticio firmado con Francisco Javier de Elío.
En febrero de 1812 los granaderos se situaron en el Salto Oriental debido a la invasión portuguesa. El 31 de diciembre participaron de la Batalla de Cerrito.
El regimiento participó luego en el segundo sitio de Montevideo desde enero hasta septiembre de 1813, regresando a Buenos Aires en ese mes. En junio de 1813 fue renombrado a Regimiento de Granaderos de Infantería. El 29 de noviembre de 1813 fue nombrado comandante del regimiento el teniente coronel Prudencio Murguiondo en reemplazo de Terrada, quien pasó a ser gobernador intendente de la Provincia de Cuyo.
En marzo de 1814 el regimiento fue embarcado hacia Colonia del Sacramento junto con las fuerzas comandadas por Carlos María de Alvear. Permaneció sitiando a Montevideo hasta la rendición de la plaza el 23 de junio de 1814. En octubre participaron en la Guerra contra Artigas, combatiendo en la zona del río Queguay. 
En enero de 1815 luchas contra las fuerzas artiguistas en Entre Ríos, al mando del gobernador Juan José Viamonte. En 1816 el Batallón N° 2 fue enviado a Córdoba. En noviembre de 1818 50 granaderos participaron del ejército de Balcarce en Santa Fe. En enero de 1819 fue nombrado nuevo comandante Manuel Correa y parte de las fuerzas se incorporaron al ejército de observación en Santa Fe a las órdenes de Viamonte, participando en varios encuentros armados.
El 1 de febrero de 1820 participaron en la Batalla de Cepeda defendiendo al directorio. Disuelto el Gobierno nacional, el 7 de abril el regimiento fue incorporado al Ejército de la Provincia de Buenos Aires, integrándose al Tercio Cívico.